# 異国色恋浪漫譚
『異国色恋浪漫譚』（いこくいろこいろまんたん）は、やまねあやのによる日本のBL漫画作品。ドラマCD化や、2007年にOVA化などのメディアミックスがなされた。

## 概要
コアマガジン『drap』に連載されていた。2003年4月には単行本が、2003年4月と2004年9月にはドラマCDが、2007年12月にはOVA第1巻、2008年10月には第2巻が発売された。
2010年4月23日には『異国色恋浪漫譚 〜さすらい銀次の慕情編〜』がドラマCDとして発売されている。

## あらすじ
幼馴染の薫との結婚式をイタリアであげた鸞丸は、結婚式の船のなかでイタリア人のアルベルトと出会う。薫とうまくいっていなかった鸞丸は、アルベルトの誘いに乗り、肉体関係を持つ。

## 登場人物
近江鸞丸（おうみ らんまる）
声 - 伊藤健太郎
本作の主人公。近江組三代目若頭。23歳。結婚初夜に薫とケンカして、船のバーで飲んでいたときにアルと出会う。常に着流しを纏った褌姿。
アルベルト・ヴァレンティアノ
声 - 諏訪部順一
本作のもう1人の主人公。鸞丸と薫が結婚式を挙げた船の船長。愛称アル。かつては日本を36回訪れていた、イタリア人。「日本の文化は東洋のロマン」と称するほどの日本通で、着流し姿の鸞丸に一目惚れする。
権藤龍司（ごんどう りゅうじ）
声 - 置鮎龍太郎
九龍会の若頭。昔から薫に気があり、鸞丸をライバル視している。
近江薫（おうみ かおる）
声 - 川上とも子 → 甲斐田ゆき
鸞丸の姉さん女房。父親は吉原組組長。
政略結婚であったため、鸞丸とは上手くいかずに初夜に喧嘩する。ヤクザ扱いされることが嫌い。
銀次（ぎんじ）
声 - 堀内賢雄
鸞丸が子供の頃に世話になった板前。十年来の旅から帰ってくる。
那智（なち）
声 - 森久保祥太郎
銀次の息子。父親が好き。

## OVA

### スタッフ
- 原作：やまねあやの（『異国色恋浪漫譚』コアマガジン刊）
- 企画：さかいあきお
- プロデューサー：石津雄一
- 脚本：小石川海
- 監督・演出：大谷肇
- キャラクターデザイン：田村しゅうへい
- 色彩設計：田中千春
- 色指定・検査：野口森都（1話）、桂木今里（2話）
- デジタル：塩竃信幸
- 音響監督：阿部信行
- 音楽：宮鷹
- 編集：西重成（AMGA）
- アニメーション制作・製作：PrimeTime
- 発売：株式会社ゑにっく
- 販売：株式会社アムモ

### サブタイトルリスト
| 発売日         | 話数   | サブタイトル   | 脚本     | 絵コンテ | 演出   | 作画監督        |
| -------------- | ------ | -------------- | -------- | -------- | ------ | --------------- |
| 2007年12月21日 | 第一話 | イタリアの一夜 | 小石川海 | 大谷肇   | 大谷肇 | 高澤美佳        |
| 2008年10月24日 | 第二話 | ローマの休日   | 小石川海 | 未公開   | 大谷肇 | 玉井公子 權容祥 |

## 関連商品

### 漫画
- 『異国色恋浪漫譚』（コアマガジン〈drap COMICS No.040〉、2003年4月18日発売[1]）ISBN 4-87734-623-6
  - 憧れの郷愁
  - 異国色恋浪漫譚
  - 異国色恋浪漫譚、サイドストーリー
  - 恋の案内人
  - 恋の案内人 番外編
- 『異国色恋浪漫譚 SPECIAL BOOK』（非売品、単行本未収録作品の小冊子＆台紙付き図書カードセットの「SPECIAL BOOK」）
  - drap 2007年9月〜12月号応募者全員サービス
- 『異国色恋浪漫譚 完全版 小冊子付き初回限定版』（コアマガジン〈drap COMICS DX No.075〉、2019年3月25日発行[2]）ISBN 978-4-86653-282-0
- 『異国色恋浪漫譚 完全版 ドラマCD付き限定版』（コアマガジン〈drap COMICS DX No.076〉、2019年3月25日発行[3]）ISBN 978-4-86653-283-7
  - ラブエロな描き下ろし小冊子を付き初回限定版（幻の初期作品「ダブルフェイス」をドラマCD化されたドラマCDを付き限定版でもある）である。旧版コミックスには収録されなかった「異国色恋浪漫譚」番外編の1話と幻の初期作品「ダブルフェイス」の2話を収録されている。

### ドラマCD
- 『異国色恋浪漫譚』ドラマCD（2003年4月25日発売、インディペンデントレーベル、ディスク枚数：1）INCD-2112
- 『異国色恋浪漫譚』第二幕 ドラマCD（2004年9月5日発売、インターコミュニケーションズ、ディスク枚数：1）INCD-2131
- 『異国色恋浪漫譚 〜さすらい銀次の慕情編〜』ドラマCD（2010年4月23日発売[4]、エンタメシンクタンク、ディスク枚数：2）ETT-004

### DVD
初回版
仕様・初回特典：オリジナルドラマCD、ブックレット、ピクチャーレーベル、メッセージカード、やまねあやの描き下ろしBOX外箱+イラストシート
- 『異国色恋浪漫譚』第1巻 DVD初回限定生産版（2007年12月21日発売、ディスク枚数：2）AMAD-103
- 『異国色恋浪漫譚』第2巻 DVD初回限定生産版（2008年10月24日発売、ディスク枚数：2）ANDS-11002

通常版
- 『異国色恋浪漫譚』第1巻 DVD通常版（2007年12月21日発売、ディスク枚数：1）AMAD-105
- 『異国色恋浪漫譚』第2巻 DVD通常版（2008年10月24日発売、ディスク枚数：1）ANDN-11002

完全版
- 『異国色恋浪漫譚』第一話「イタリアの一夜」 & 第二話「ローマの休日」（2019年6月28日発売、ディスク枚数：2）ACTDL-1004